# Memóriakésleltetés

## Memóriaidőzítések fontossága
A memóriamodulok tárolófelületét egy 2 dimenziós mátrixként lehet elképzelni. Emiatt minden beérkező adathoz egy koordinátát rendel, amelyben meghatározza, hogy az adott adat vagy adattöredék mely sor hányadik oszlopának cellájába került. Amikor valamelyik program hivatkozik erre az adatra, azt ennek koordinátáival tudja megtenni. Amíg a koordináták alapján megtalálja a keresett adatot, bizonyos idő telik el. Ennek az időnek a mértékegysége a buszciklus. Ezt a processzorban elhelyezett rendszeróra határozza meg, ami egy, a karórákból is ismerős kvarckristály. Ez a kvarckristály határozza meg a rendszer FSB (processzoroldali sín) frekvenciáját. Két teljes ciklus alkot egy processzorciklust, és két processzorciklus alkot egy buszciklust. Ez az alapvető mértékegysége a memóriaidőzítéseknek. Jele: t.

## tCAS
tColumn Address Strobe, azaz oszlop címzési jel várakoztatási idő (CAS Latency), az elsődleges az időzítések között. Megmutatja, hány ciklus szükséges egy adott oszlop eléréséhez.  Általában csak tCL-ként rövidítik. Ezt a késleltetést szokták első helyen feltüntetni egy adott modul időzítései közül. (Példa: 2-3-3-5, itt a kettes jelzi a CAS Latency értékét.)

## tRCD
tRAS to CAS Delay, azaz RAS késleltetési ideje CAS-hoz. Miután megvan a keresett sor- és oszlopkoordináta is, megtörténik a címzés. Ez a késleltetés határozza meg, hogy hány buszciklusnak kell eltelnie a keresett adat címzése és a tényleges adatmozgatás között.  Általában ezt szokták második helyen feltüntetni egy adott modul időzítései közül. (Példa: 2-3-3-5, itt az első hármas jelzi a tRCD értékét.)

## tRP
tRow Precharge, azaz sorelőtöltési idő. Megmutatja, hány ciklusnak kell eltelnie, míg az aktuális sor bezárásra kerül, és a következő megnyitható lesz. Ezt az időzítést RAS Precharge-nak is nevezik. Általában ezt szokták harmadik helyen feltüntetni egy adott modul időzítései közül. (Példa: 2-3-3-5, itt a harmadik hármas jelzi a tRP értékét.)

## tRAS
tRow Address Strobe, azaz sor címzési jel várakoztatási idő (RAS Latency), az a minimális számú buszciklus, ami szükséges egy adott sor lezárásához, majd egy másik megnyitásához. Általában ezt szokták utolsó helyen feltüntetni egy adott modul időzítései közül. (Példa: 2-3-3-5, itt az ötös jelzi a tRAS értékét.)

## További időzítések
Refresh Cycle Time (tRFC), Write to Read Delayed (tWTR), Act. to Act. delayed (tRRD), Read to Write Delay (tRD_WR), Read to Precharge (tRTP) stb. Összesen több mint 15 késleltetési érték van.

## Példák
Általánosságban elmondhatjuk, hogy a memóriafrekvencia növelésével növekszik a késleltetés is. A DDR1-es moduloknál a legelterjedtebb időzítés 2.5-3-3-5 (CAS-RCD-RP-RAS) 400 MHz-es frekvencia mellett. Az ennél gyorsabb modulok, kiváltképp 500 MHz és fölötte, már csak CL3-as késleltetéssel kerültek forgalomba, 3-4-4-7/3-4-4-8-as időzítésekkel.
A DDR2-es moduloknál tovább nőtt a késleltetés, emiatt megjelenésükkor hátrányba kerültek az előző generáció képviselőivel szemben. Később, a gyártástechnológia fejlődésével, behozták hátrányukat. Manapság a legelterjedtebb időzítések 5-5-5-15, 800 MHz-es frekvenciánál. Egyes modulok akár 3-3-3-5-ös időzítésre is képesek ilyen sebességnél, illetve jóval magasabb órajelre. A legjobb minőségű modulok 1100 MHz fölött is képesek üzemelni, 4-4-4-5-ös időzítések mellett, vagy ennél is gyorsabban, 1200 MHz fölött, 5-5-5-15-ös időzítések mellett.
A DDR3 még igen fiatal a memóriapiacon, kezdeti gyengélkedése a DDR2-re emlékeztet. Az első modulok frekvenciája még csak 1066, 1333 illetve 1600 MHz, igen magas, CL8-CL9-es időzítésekkel. Készülőben van gyorsabb (1800 MHz-es) modul alacsonyabb időzítésekkel, mint CL6-CL7. A magas késleltetések miatt a DDR3 még nem mutat számottevő teljesítménynövekedést a DDR2-höz képest. Vélhetően a gyártástechnológia fejlődésével ez megváltozik.